# جیمی گیتشام
جیمی گیتشام (انگلیسی: Jimmy Gitsham; ۱۲ مهٔ ۱۹۴۲ – ۱۹ ژانویهٔ ۲۰۰۵) بازیکن فوتبال اهل بریتانیا بود.
از باشگاه‌هایی که در آن بازی کرده‌است می‌توان به باشگاه فوتبال رومفورد و باشگاه فوتبال برنتفورد اشاره کرد.